# Padres de la Fe
Miembros de una congregación religiosa nacida de la fusión, en 1799, de la Sociedad de Sagrado Corazón  y la Sociedad de la Fe de Jesús. La primera fue fundada en 1794 en Lovaina por el abad Éléonor de Tournély, y la segunda en  Roma en 1797 por Nicolas Paccanari. Tanto una como la otra tenían como meta retomar con el mismo espíritu y más o menos con los mismos reglamentos, la obra de la Compañía de Jesús, suprimida por Clemente XIV en 1773.
La Sociedad de Padres de la Fe se implementó rápidamente en varios países de Europa. En Francia, bajo la dirección del padre Joseph Varin, la sociedad abrió colegios en Lyon (en 1801, pero este fue cerrado casi inmediatamente por órdenes de Fouché), en Amiens (1802), en Belley (1803). Los Padres de la Fe comenzaron a ser denunciados como «jesuitas disfrazados», y su sociedad fue disuelta por un decreto imperial el 22 de enero de 1804, decreto cuya ejecución no será verdaderamente efectiva sino a partir de 1807, año en que comienza su dispersión y entrada a la clandestinidad.
- Datos: Q11034552